# 新典桥
新典桥是浙江省宁波市的一座跨江大桥，大桥跨越奉化江，位于海曙区和鄞州区之间，为下承式系杆拱桥，全长443米，于2019年12月18日开工，2021年7月30日主拱合龙，2021年10月18日完成主桥顶推，是当时中国大陆跨径最大的钢拱梁整体顶推跨江桥梁，2022年4月29日通车。